# Fjordmark
Fjordmark er et julemærkehjem, beliggende i Kruså ved Flensborg Fjord. Det støtter børn og unge hele året rundt.
Det indviedes 24. oktober 1938 for at hjælpe sønderjyske fattige og syge børn. I nyere tid er det og de fire andre julemærkehjem gået over til især at hjælpe overvægtige børn. Fjordmark huser cirka 150 børn om året, som hver er på hjemmet i ti uger.